# Letheobia pallida
Letheobia pallida — вид змій родини сліпунів (Typhlopidae). Ендемік Танзанії.

## Поширення і екологія
Letheobia pallida є ендеміками острова Унгуджа в архіпелазі Занзібар. Вони живуть в прибережних заростях та на полях, на висоті до 100 м над рівнем моря.